# 費尼沙達爾烏帕齊拉
費尼沙達爾乌帕齐拉是孟加拉国吉大港縣的一个乌帕齐拉，位於吉大港专区的費尼縣。。

## 人口
據1991年孟加拉國人口普查，費尼沙達爾共有戶數57,331戶，人口345,801人。其中男性佔比51.15%，女性佔比48.85%；成年人口165,969人。該地7歲以上人口之平均識字率為43.2%。